# ظرف ضميري
الظرف الضميري هو نوع من الظروف تحدث في عدد من اللغات الجرمانية يشكل باستبدال حرف إضافة وضمير بتحويل هذا الأخير إلى ظرف مكاني والسابق إلى ظرف كحرف جر والانضمام إليهم في ترتيب عكسي.